# Рагозин, Евгений Константинович
Евгений Константинович Рагозин — советский хозяйственный, государственный и политический деятель.

## Биография
Родился в 1915 году в Москве. Член КПСС с 1940 года.
С 1933 года — на хозяйственной, общественной и политической работе. В 1933—1985 гг. — инженерный, комсомольский и партийный работник в городе Москва, участник Великой Отечественной войны в составе ополчения, партийный работник в Москве, секретарь Таганского райкома ВКП(б) города Москвы, 1-й секретарь Ждановского райкома ВКП(б) города Москвы, 1-й секретарь Пролетарского райкома ВКП(б) города Москвы, заместитель заведующего, заведующий отделом тяжёлой промышленности Московского горкома КПСС, 2-й секретарь Московского городского комитета КПСС, 1-й заместитель председателя СНХ Московского городского экономического административного района, заместитель председателя Госплана РСФСР. 
Избирался депутатом Верховного Совета РСФСР 5-го созыва. Делегат XXI съезда КПСС.
Умер в Москве в 1998 году.